# Maison Thavenius
La maison Thavenius (en suédois : Thaveniuska huset) ou Ädelman mindre 17 est un édifice du quartier d'Östermalm à Stockholm en Suède,

## Description
La maison Thavenius est située dans l'ilôt Ädelman mindre à l'adresse Strandvägen 19-21.
L'édifice a été construit entre 1884 et 1885 selon les plans de l'architecte Isak Gustav Clason.
Le bien est marqué en bleu par le Musée municipal de Stockholm, ce qui constitue la protection la plus forte et signifie « que le bâtiment est jugé comme ayant des valeurs culturelles et historiques particulièrement élevées ».

## Architecture
La maison Thavenius a été construite en 1884-1885, ce qui fait de la maison l'une des premières construites dans la rue Strandvägen. 
La maison s'appelle la maison Thavenius en l'honneur du constructeur et maître d'œuvre Evald Thavenius. 
Isak Gustaf Clason qui a conçu la maison était l'un des architectes les plus modernes de cette époque et a conçu la maison alors qu'il étudiait l'architecture en Italie.
C'est peut-être pour cela que la maison a été construite dans le style de la Renaissance italienne. 
La maison se distingue par le fait que les autres bâtiments de Strandvägen ont été construits en s'inspirant de l'Art nouveau et du romantisme national. 
Au milieu de tous ces palais Art nouveau aux tours bulbeuses, aux nombreuses décorations et aux grandes baies vitrées se dresse un bâtiment carré simple et tranquille dont la géométrie est l'une des caractéristiques de l'architecture. 
La Renaissance italienne remonte à l’Antiquité et les couleurs et les formes deviennent très simples. 
La maison est construite en forme de cube. Les murs sont simples et droits, sans décorations et la toiture semble plate. Un toit plat est très peu pratique pour le climat suédois et a donc été construit avec une légère pente. 
Isak Gustaf Clason défendait déjà ce pour ce pour quoi il est devenu célèbre plus tard, des bâtiments avec plus de surface murale, moins de fioritures et des matériaux authentiques.
Isak Gustaf Clason avait initialement prévu que les détails de la façade soient en grès, mais comme E. Thavenius voulait un matériau moins cher, et Clason a dû accepter qu'il s'agisse plutôt de plâtre, conformément aux souhaits de son client. 
Isak Gustaf Clason a ensuite travaillé pour poser ce plâtre de manière à ce qu'il ressemble à de la brique et le traiter avec différentes nuances de couleurs.
Il a réussi à donner de la variété et beaucoup de vie à la façade grâce à un traitement du plâtre raffiné.
Entre la fenêtre de l'étage et l'avant-toit se la surface du mur en plâtre est modelée selon une technique appelée sgraffites de Julius Kronberg représentant des petits enfants jouant sur la façade. 
Isak Gustav Clason a joué un grand rôle en tant que précurseur dans la percée de l'art architectural moderne suédois. 
Evald Thavenius était également le promoteur des propriétés voisines de Styrmansgatan 3 et 5 (Ädelman minor 8 et 7) qui ont été construites quelques années après la maison Thavenius.
Dans ce bâtiment, l'Agence d'Assurance Incendie avait son siège depuis 1932 jusqu'à sa liquidation volontaire le 1er juin 2008.

## Galerie

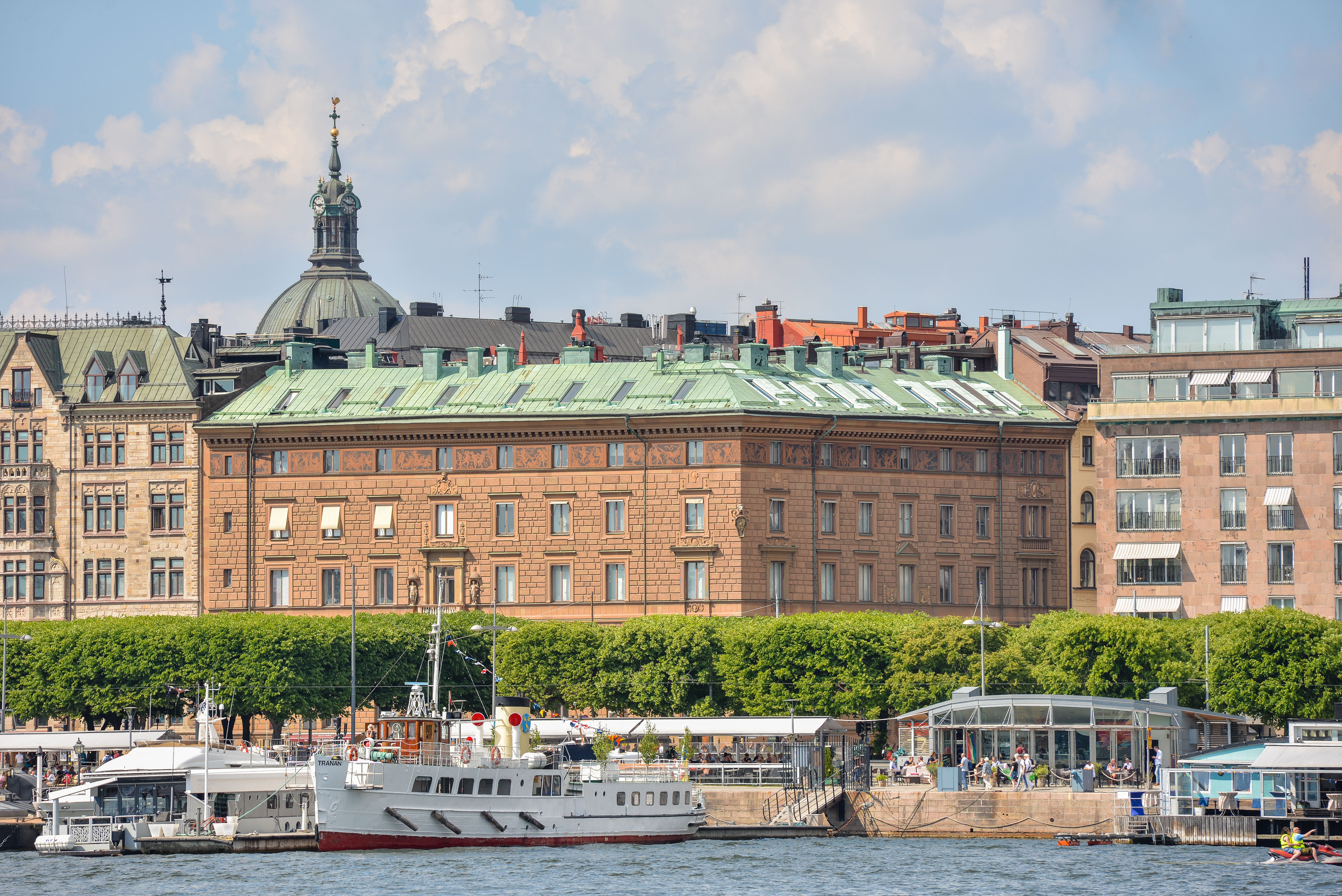
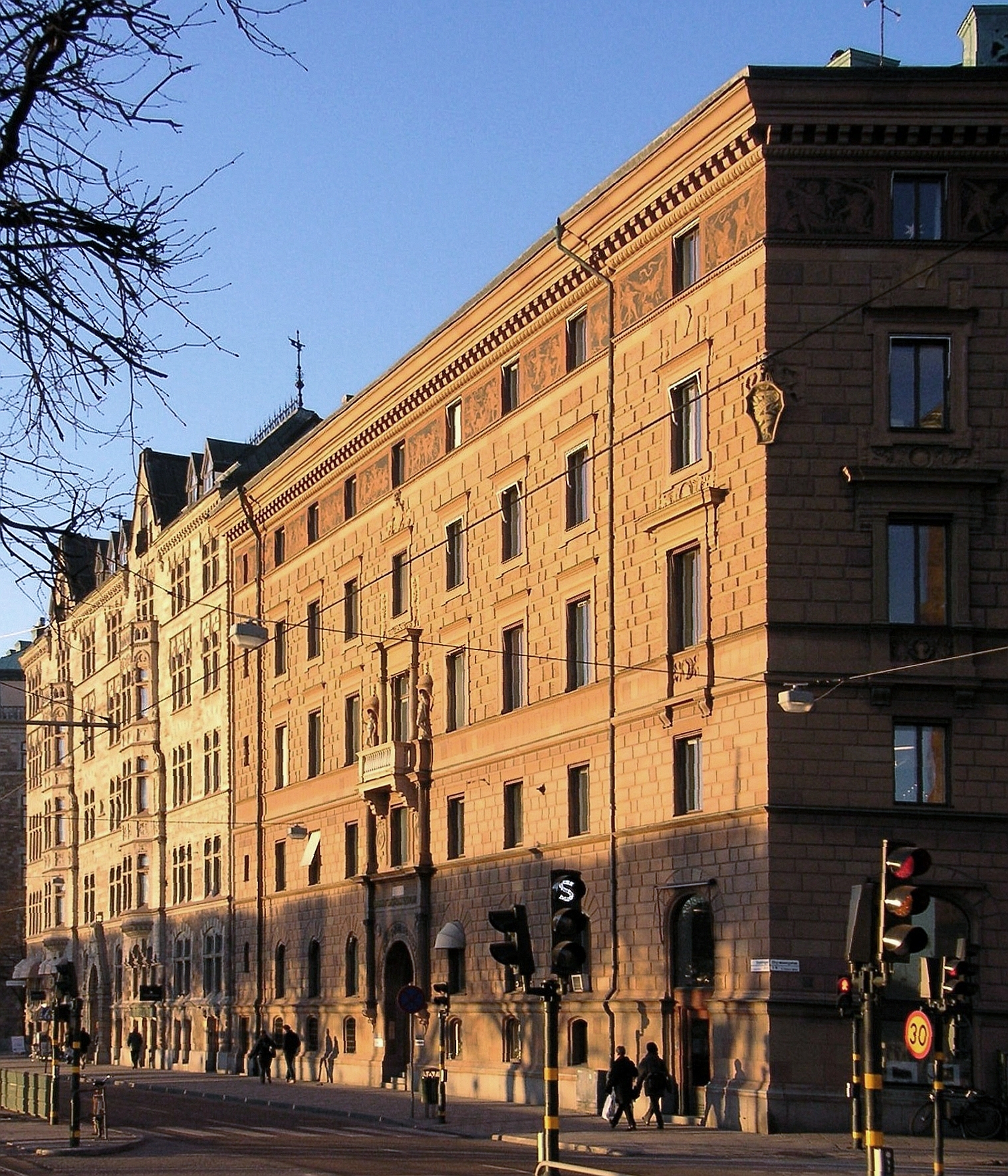
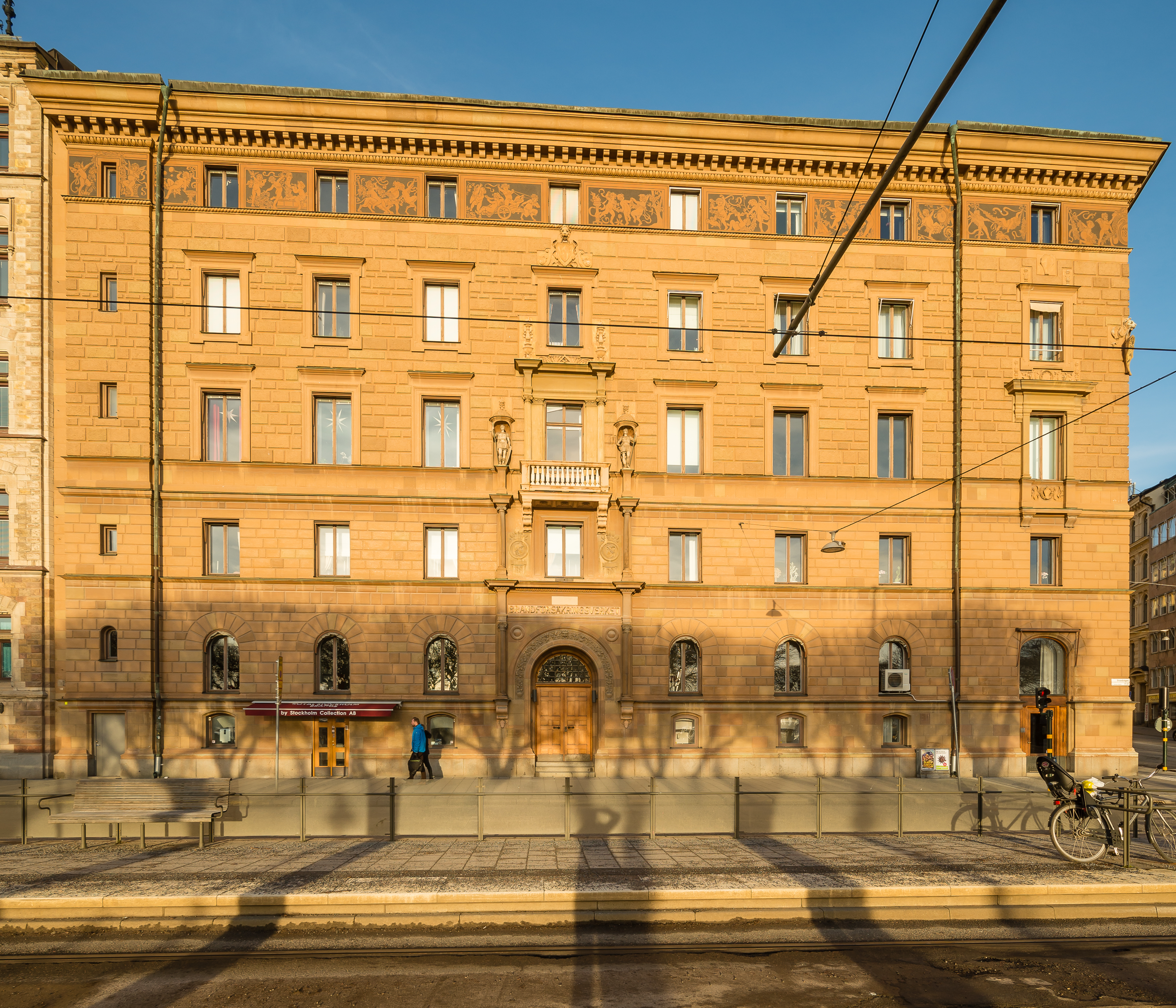
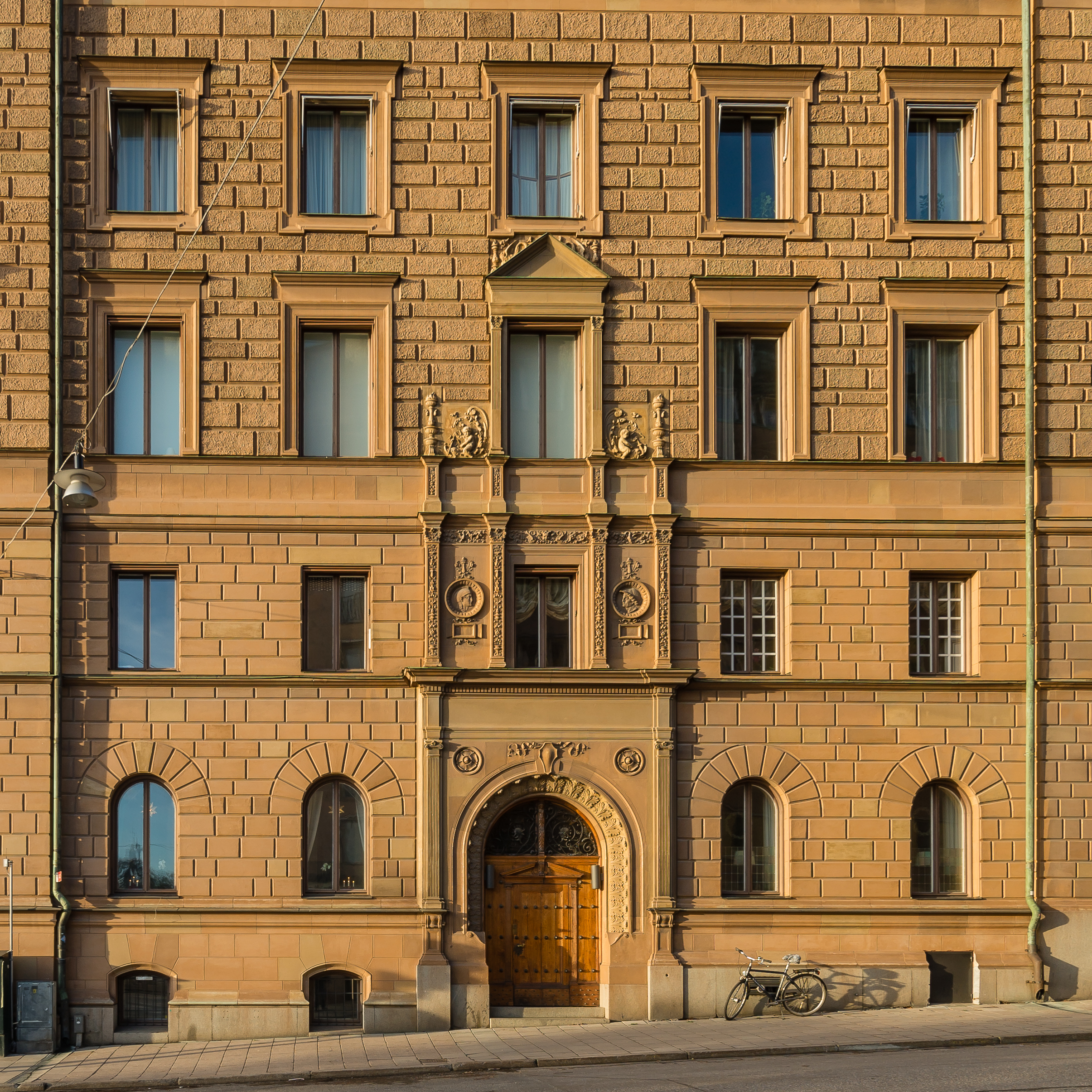

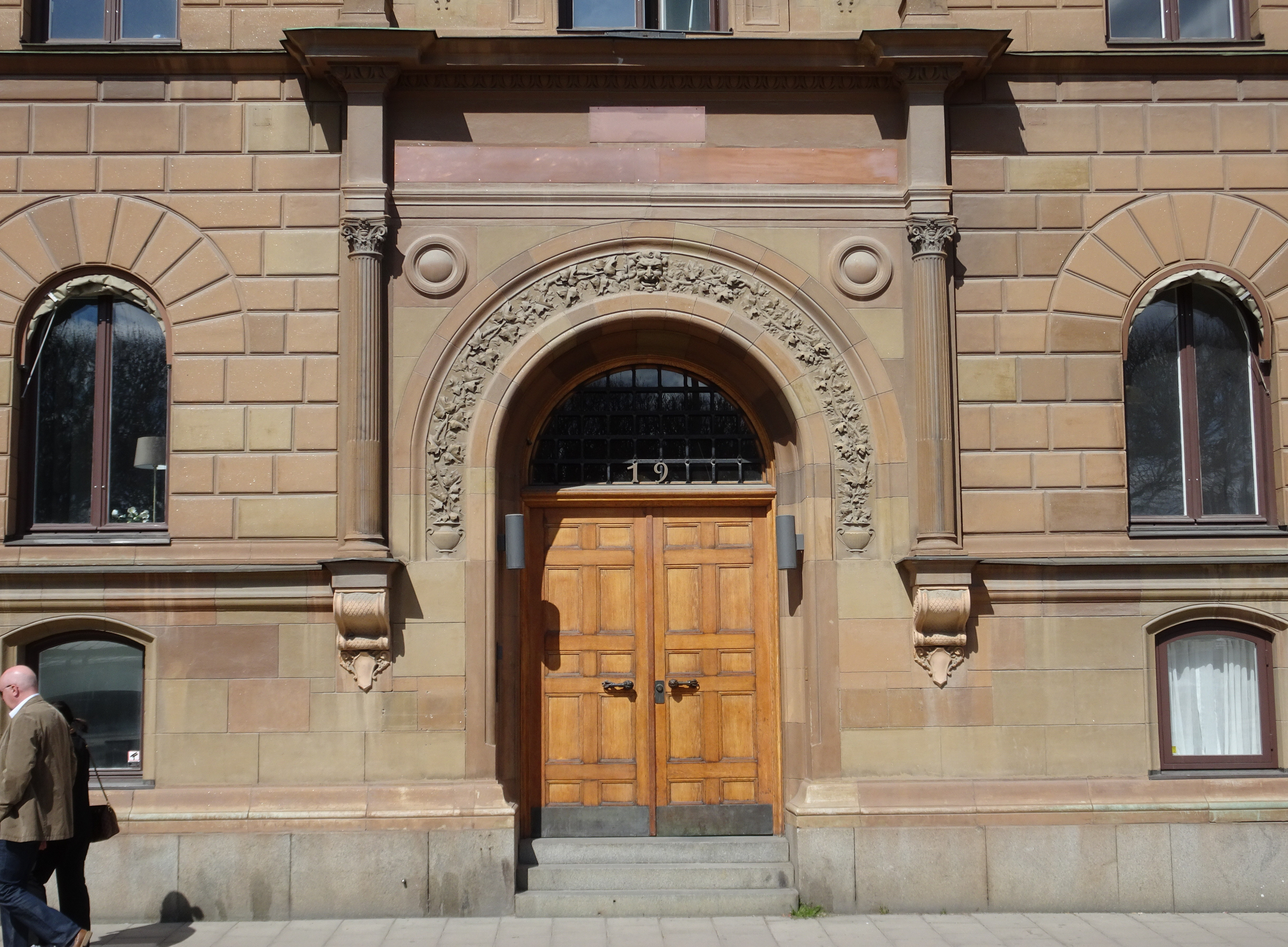
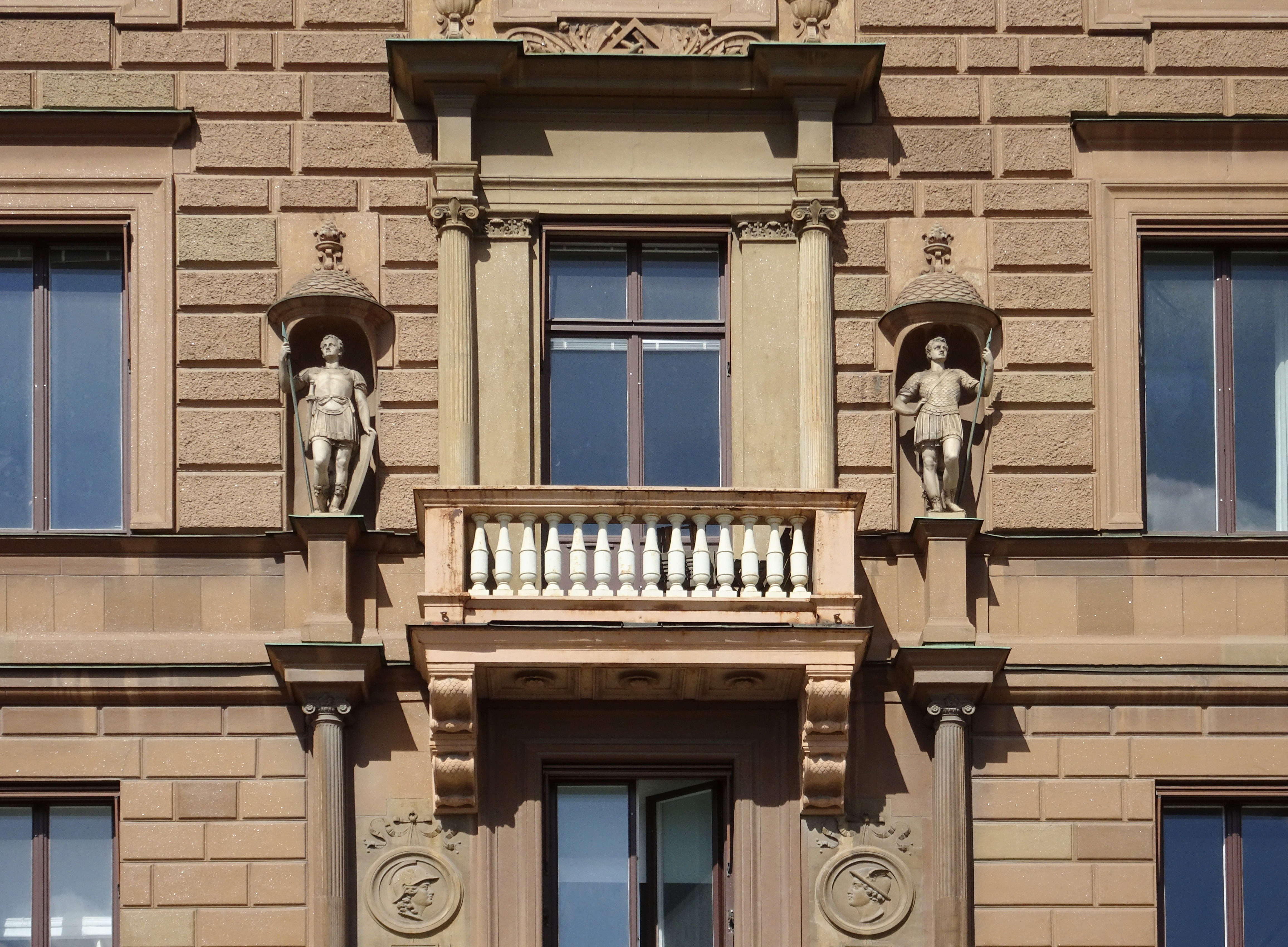
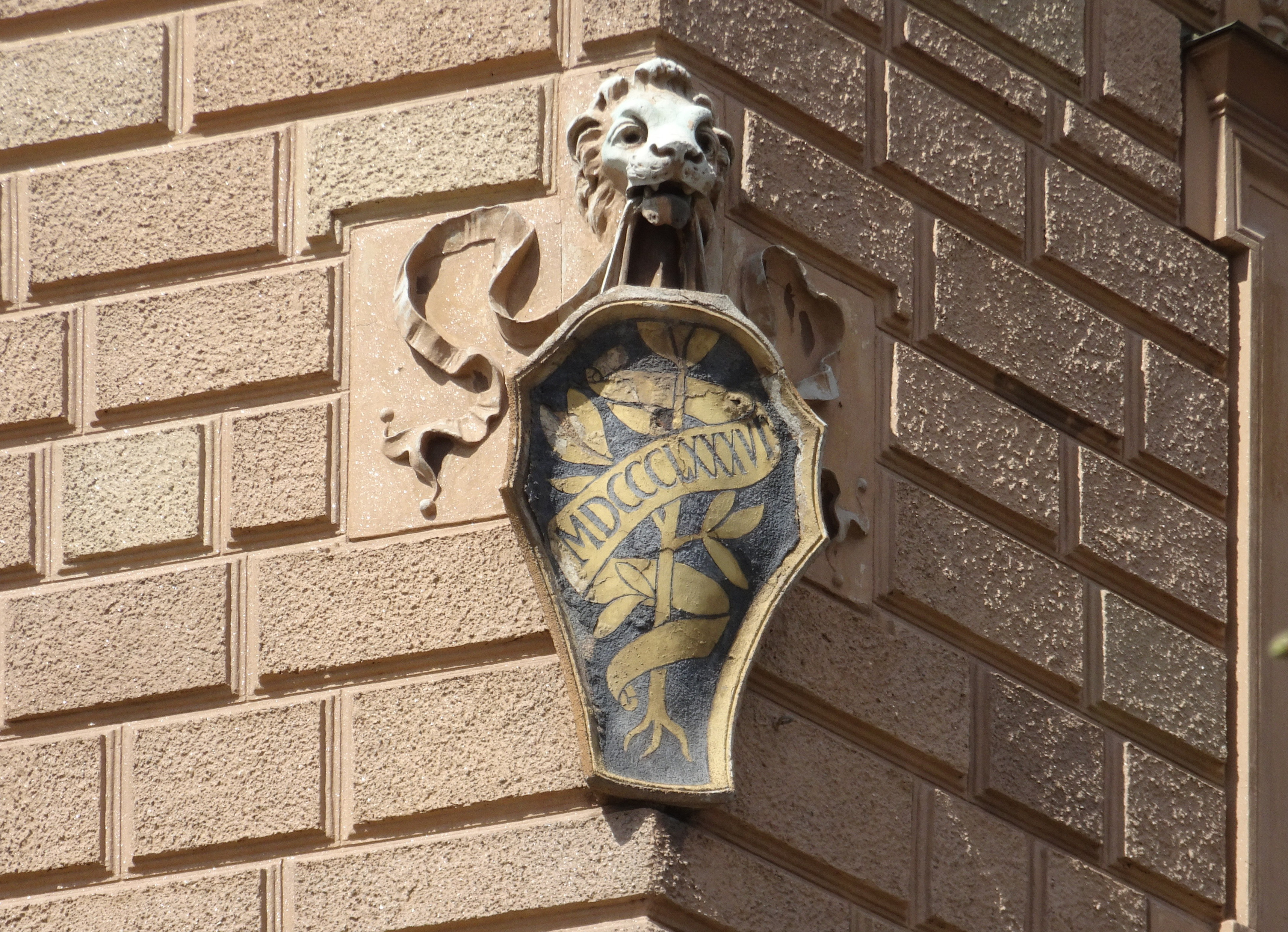
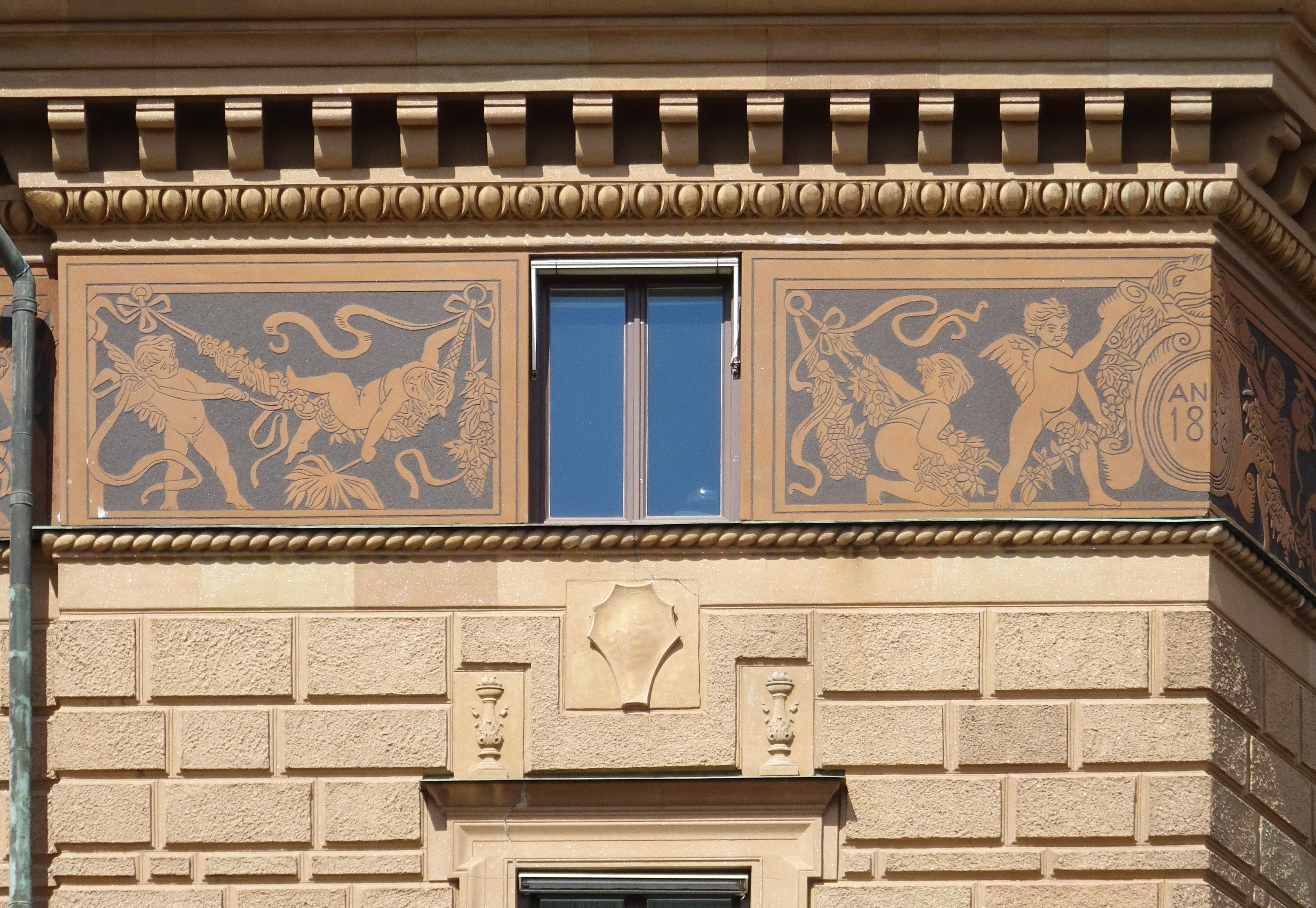